# Уинтън Марсалис
Уинтън Марсалис (на английски: Wynton Marsalis) е американски музикант – тромпетист, работещ предимно в областта на джаза и класическата музика.

## Биография
Роден е в семейство на музиканти в люлката на джаза – Ню Орлиънс. Баща му Елис Марсалис - младши е професионален джазов пианист и учител по музика, който свири в биг-бенда на знаменития през 60-те години на 20 век тромпетист Ал Хърт. Именно Хърт подарява на малкия Уинтън един от своите тромпети по случай шестия му рожден ден. Негов брат е Брандфорд Марсалис, джазмен, композитор и саксофонист. Майлс Дейвис разказва за случая, на който е очевидец – Елис Марсалис моли Хърт да му услужи с пари, за да купи на сина си тромпет. „Не му купувайте нов инструмент, нека засега да свири на нечий друг“ и Хърт подарява на бъдещата знаменитост един от своите.
През 70-те години на 20. век години младият Марсалис се занимава предимно с класическа музика, джаз свири в свободното си време. 14-годишен е поканен като солист на Нюорлиънския симфоничен оркестър. Три години по-късно печели стипендия и започва обучението си в знаменитата нюйоркска „Джулиард Скул“.
В Ню Йорк Марсалис се запознава с джазови знаменитости като Арт Блейки и Хърби Ханкок, в чиито групи свири известно време. Кариерата му протича бурно, паралелно с изявите на класическия подиум, той активно свири и джаз и през 1982 година, по престижната анкета на списание „Даун бит“, е определен за най-добър джазмен на годината, а албумът му „Уинтън Марсалис“ – за най-добра грамофонна плоча. Същите признания Марсалис получава и в следващите две години, като междувременно Си Би Ес издава още две негови плочи – джазовата „Мисли само за едно“ и класическата „Хайдн, Хумел, Л. Моцарт – концерти за тромпет“, които му носят първите от множеството последващи награди „Грами“. Започва съвместна дейност с легенди на джаза като Сара Вон, Дизи Гилеспи, Сони Ролинс, Хари Едисън, и др. В класическата музика сътрудничи с Йо Йо Ма, Катлийн Батъл, Артуро Сандовал и др. Изпълнява творби на стари и модерни автори – Моцарт, Айвз, Равел, Хиндемит, Пуленк, Стравински, Бърнстейн.
Днес освен мащабната си концертна дейност като класически и джазов музикант, Марсалис е директор на Дома на джаза към Линкълновия център в Ню Йорк. Има значителна педагогическа дейност, води майсторски класове по тромпет в редица престижни учебни заведения. Посланик на добра воля на ООН.

## Джаз
В изявленията си и най-вече чрез музиката си Марсалис се обявява за възраждане на класическите джазови принципи на импровизацията. Ненавижда експериментите с електронни инструменти и синкретизма между джаза и други музикални жанрове, особено от т. нар. поп-музика. „Не казвам, че поп-музиката е лоша. Казвам само, че не е джаз. Свирил съм 4 години във фънк-група. Свирил съм тази музика. Затова и зная, че това не е джаз“. Една от най-забележителните творби на Марсалис като композитор е озаглавена именно „Смъртта на джаза“, който според Марсалис, след върховите постижения на Луис Армстронг, Джон Колтрейн, Чарлс Мингъс, Телониъс Монк, Майлс Дейвис и Дюк Елингтън, се намира в застой и упадък. Уинтън Марсалис е и един от основните популяризатори на джазовата музика в наши дни.